# فرشته‌ماهی آبی
فرشته‌ماهی آبی (نام علمی: Holacanthus isabelita) نام یک گونه از سرده فرشته‌ماهیان پرخار است.